# 峠站
峠站（日语：／ Tōge eki */?）是位於山形縣米澤市大字大澤字峠，東日本旅客鐵道（JR東日本）的奧羽本線（位於愛稱為山形線區間內）車站。
此站位於海拔626米，在奧羽本線內最高車站，此站為兩方向都是下山路段。

## 歷史
- 1899年（明治32年）
  - 5月15日：奧羽南線福島至米澤之間開業，峠信號站啟用。
  - 8月1日：升級至旅客車站，名為峠站。當時只有上下各3班普通旅客列車和1班貨運列車停靠[1]。
- 1909年（明治42年）10月12日 - 制定路線名稱，此站成為奧羽本線車站。
- 1949年（昭和24年）4月1日：福島至米澤之間電氣化（直流電1500V），開設通過線。優等列車會通過折返式設施[1]。
- 1984年（昭和59年）12月1日：成為無人車站。
- 1987年（昭和62年）4月1日：伴隨國鐵分割民營化，車站由東日本旅客鐵道（JR東日本）營運。
- 1990年（平成2年）9月1日：隨著山形新幹線啟用，廢止折返式設施。月台遷移至本線。

### 鐵礦石運送
在1942年（昭和17年），於此站南方約8公里的山中設有滑川礦山，在該處開發了鐵礦。隨後，鐵礦石經過索道運往峠站，專用線設有貨運列車運送貨物往東新潟港站，並在東新潟港經海路運往八幡製鐵所。該礦山在1970年（昭和45年）關閉。而峠站的貨物起卸業務在1972年（昭和47年）終止。

## 車站構造
車站是一座地面車站，設有1面2線的島式月台。車站內設有站內平交道（設有警報機和遮斷機）。
此站是由米澤站管理的無人車站。
車站位於板谷峠上，路線經過急坡度和大雪地區而聞名。在山形新幹線啟用前，普通列車需要經過折返式設施以登上斜坡。因此，此站內設有複雜的路軌結構，而由於需要保護鐵路設備，因此車站設有防雪棚覆蓋。在新幹線啟用後，列車性能加強後，便把折返式設施廢止，防雪棚便用作保護月台和小屋。由於包括上下行線在內，車站被防雪棚包圍，因此凝造了一個特別的氣氛。

### 月台
| 月台     | 路線    | 上下行 | 方向     |
| -------- | ------- | ------ | -------- |
| 入口側   | ■山形線 | 下行   | 米澤方向 |
| 入口對面 | ■山形線 | 上行   | 福島方向 |

參考
※在資訊上，此站沒有編排月台編號。

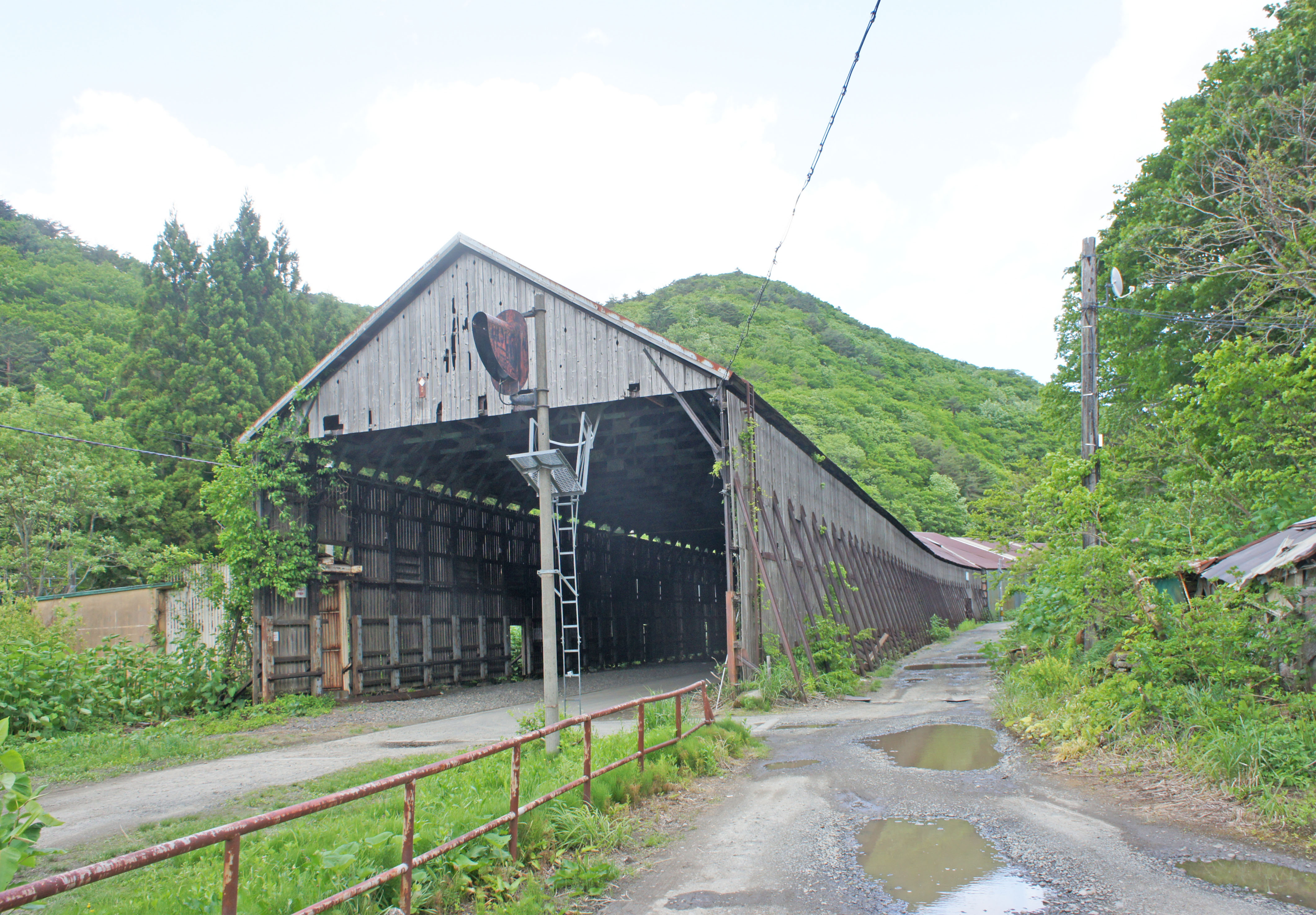
車站入口（2022年5月）
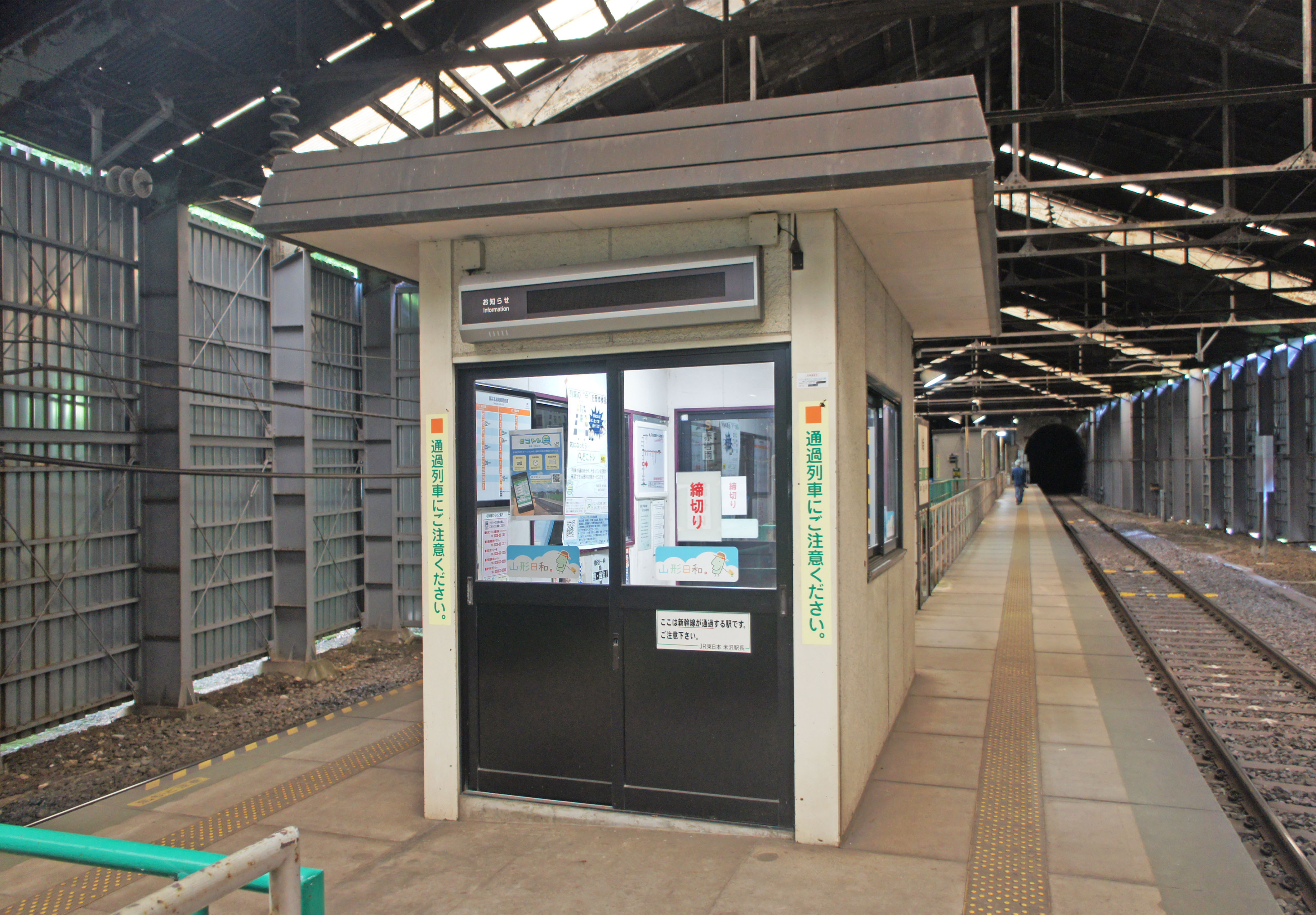
候車室（2022年5月）
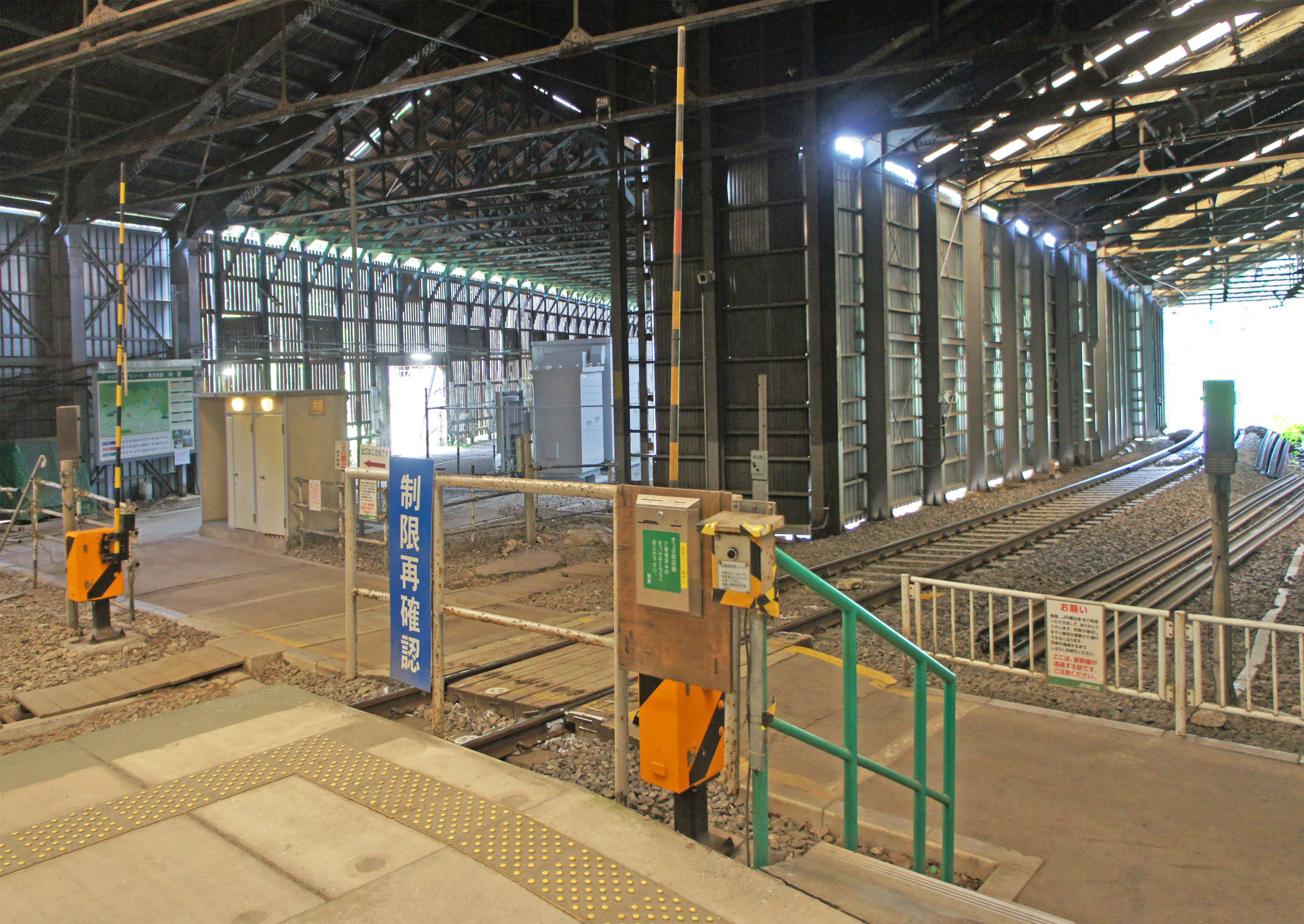
站內平交道（2022年5月）
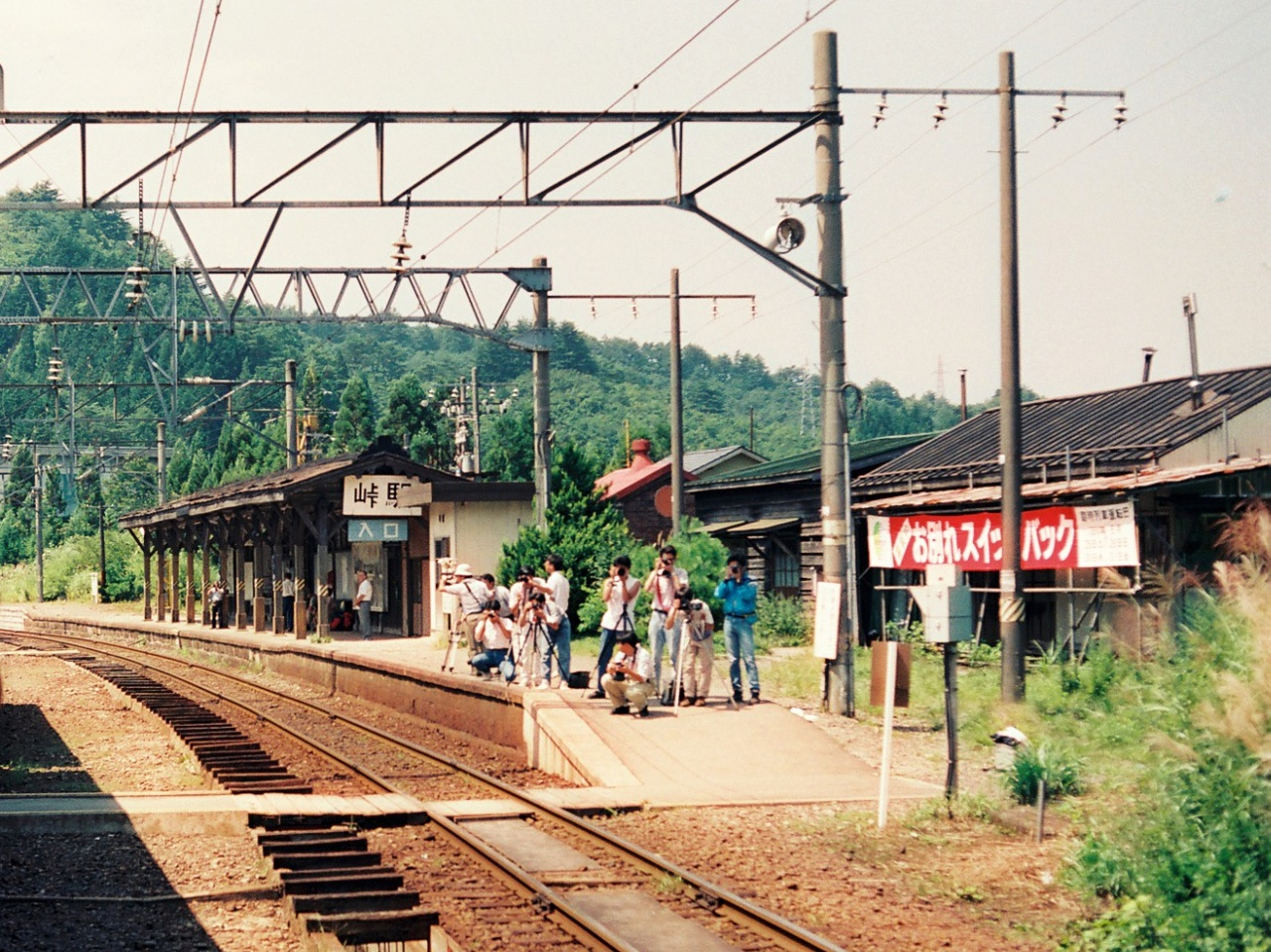
折返式設施廢止前的樣子（1990年8月）

## 峠之力餅

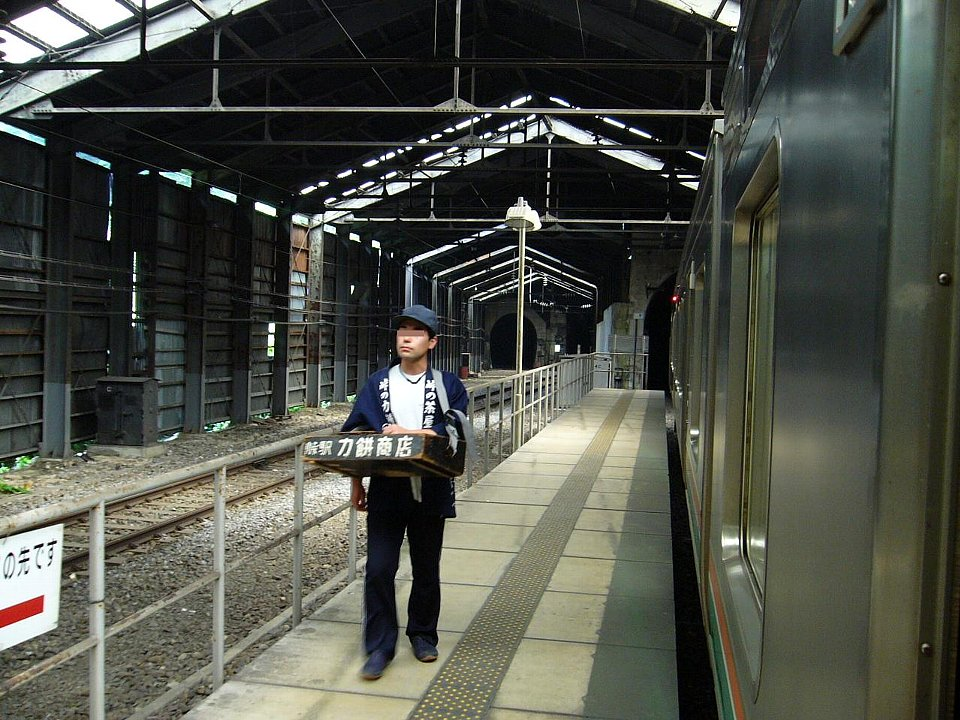
發售「峠之力餅」（2006年8月）

「峠之力餅」從古至今均在售賣的特產。現時日間，當普通列車停站時便會販賣。「峠之力餅」是由在站前「峠之茶屋 力餅」製造，在店內也有發售。
一份有8個或10個，店員在月台上發售時售票1000日圓（10個）。在日間列車停站時，店員會從商店步行往月台上發售，但是需要事前使用電話預約購買。
「峠之力餅」也可在山形新幹線「翼」內販賣，該力餅不是由「峠之茶屋 力餅」製作，而是在米澤站前的「峠之力餅 米澤分店」製造。該處的力餅與峠站的價錢和味道也不同。
| 國鐵 EF71 7卡編成的奧羽本線普通列車（435列車，收錄Ohafu50 2488），當中收錄了店員叫賣情況 （1987年3月1日 福島-米澤之間） 播放此 有问题？请参见 媒體幫助 。 |

## 使用狀況
根據「山形縣」的資料，在2004年度1日平均乘車人次為10人。
| 乘車人次變化 | 乘車人次變化 |
| 年度         | 1日平均人次  |
| ------------ | ------------ |
| 2000         | 16           |
| 2001         | 14           |
| 2002         | 13           |
| 2003         | 11           |
| 2004         | 10           |

## 車站周邊
- 滑川溫泉（日语：滑川温泉）
- 姥湯溫泉（日语：姥湯温泉）

## 相鄰車站
東日本旅客鐵道（JR東日本）
■山形線（奧羽本線）
板谷－峠－大澤

## 注腳
1. 1 2 3  鉄の道と鉄道—滑川鉱山と板谷峠の文化的景観PDF
2. ↑  JR東日本:駅構内図 （页面存档备份，存于）（日語）
3. ↑  峠之茶屋官方網站 2004年11月2日參閱
4. ↑  『山形県の鉄道輸送』平成26年度版 - 山形県 （页面存档备份，存于）（日語）

## 外部連結
- 車站資訊（峠）：東日本旅客鐵道（日語）
- 峠之茶屋 力餅 （页面存档备份，存于）
- 峠之茶屋 江川 （页面存档备份，存于）